# Santa Isabel Cholula
Santa Isabel Cholula là một đô thị thuộc bang Puebla, México. Năm 2005, dân số của đô thị này là 9192 người.